# 프라디요타
프라디요타(산스크리트어: प्रद्योतः) 또는 파조타(팔리어: Pajjota)는 기원전 6세기 중앙 남아시아에 있던 철기 시대 베다 왕국 아반티의 왕이었다.

## 생애
기원전 6세기경 아반티를 통치하던 비티호트라 가문이 소멸하자 아반티 왕국은 우자인을 수도로 한 북쪽 왕국과 마히사티를 수도로 한 남쪽 왕국으로 분할되었다.
프라디요타의 아버지는 풀리카였는데, 그는 우자인을 중심으로 한 북아반티 왕정에서 장관을 지냈다. 프라디요타의 아버지인 풀리카가 아반티의 왕을 죽이고 아들을 왕위에 옹립하면서 그는 아반티의 왕이 되었다.
아반티의 왕위에 오른 프라디요타는 그의 왕국을 공고히 하고 확장하려고 했다. 그는 많은 통치자들을 물리치고 그의 시대에 아반티를 가장 강력한 남아시아 국가들 중 하나로 만들 수 있었던 뛰어난 군인이었다. 프라디요타는 밧지와 우호적인 외교 관계를 맺었고, 밧지 연맹을 이끌었던 강력한 리차비 공화국의 수장인 체타카의 딸인 시바와 결혼했다. 시바는 체타카의 여동생 트리살라의 아들인 마하비라의 사촌이었다. 체타카와 그의 딸들은 마하비라의 가르침을 받은 사람이 되었고, 자이나교 문헌에 따르면 프라디요타가 자이나교를 받아들이고 전파를 촉진시켰는데, 이는 아마도 시바의 영향 때문이라고 주장하는 반면, 불교 문헌들은 프라디요타가 불교를 받아들였다고 주장한다. 그러나 불교 문헌들은 프라디요타가 어떠한 긍정적인 정책도 가지고 있지 않았다고 주장하고 있으며, 불교 기록들은 프라디요타의 잔인함 때문에 그를 칸다-파조타(Ca Nicola-Pajota, 잔인한 프라디요타)라고 불렀다.
또한 프라디요타는 체타카의 또 다른 사위인 마가다의 왕 빔비사라와 갠지스 평원에서 새로이 부상한 세력과 우호적인 관계를 맺었는데, 어느 순간 프라디요타가 병에 걸리자 빔비사라는 그의 유명한 의사 지바카를 아반티로 보내 프라디요타를 치료하게 했다. 그러나 자이나교 기록에 의하면 빔비사라가 다스리는 시기에 프라디요타가 마가다를 공격하려 했으나 빔비사라의 아들 아바하야에게 패배했다고 한다.
프라디요타와 수라세나 왕국 사이의 관계도 가까웠으며, 수라세나의 왕 수바후가 아반티 왕녀의 아들이거나 프라디요타 자신의 아들이었기 때문에 아반티푸트라("아반티의 아들")라는 별명을 얻었다.
프라디요타의 치하에서 아반티 왕국은 중요한 항구 도시인 바루카차를 지배했으며, 그곳에서 신바빌로니아 제국, 아케메네스 제국과 같은 고대 서아시아 국가들과 무역하였다.
그럼에도 불구하고 프라디요타는 아반티 근처의 다른 강력한 왕국들과 싸워야 했다. 자이나교 자료에 따르면 프라디요타는 신두-사우비라의 수도인 비티바야에서 마하비라의 백단향 이미지와 그 이미지의 수호자인 데바닷타라는 이름의 노예 소녀를 훔쳐갔으며, 그 후 신두-사우비라의 우다야나 왕은 프라디요타의 수도 우자인으로 진군하여 그를 무찌르고 그의 이마에 다시-파이("노예 소녀의 남편")라고 쓰인 낙인을 찍은 후, 후에 프라디요타에게 사면을 해주고 파주사나 축제 직전에 그를 풀어주었으며, 그의 낙인을 덮기 위해 그의 이마에 금판을 씌운 후 아반티의 왕으로 투자했다.
프라디요타는 밧사 왕국과도 적대 관계를 유지했는데, 이에 맞서 사타니카가 그를 격퇴할 수 있을 때까지 처음에는 성공적인 군사 작전을 수행했다. 사타니카는 기원전 495년경 프라디요타가 밧사를 상대로 두 번째 군사 작전을 수행하던 중 이질로 사망했다. 자이나교 기록에 따르면, 사타니카가 죽은 뒤 밧사의 왕비였던 므리가바티는 프라디요타의 아내 시바의 여동생이기도 하다. 므리가바티는 프라디요타의 청혼을 거절하고, 우다야나가 능력 있는 통치자로 성장할 때까지 기다리게 하였는데, 이 때 그녀는 프라디오타의 허락을 받고 마하비라가 있는 곳에서 자이나교 니르그란타 교단에 합류하여 프라디요타가 그녀의 요구를 거절할 수 없었고, 우다야나를 프라디요타에게 맡겼다고 한다. 이 자료들을 볼 때, 사타니카가 죽은 동안 프라디요타가 우다야나를 억류했다고 추측할 수 있다. 프라다요타는 그의 딸 바사바닷타를 우다야나와 결혼시키고, 그를 밧사의 왕위에 복귀시켰으나, 우다야나는 그 후에도 프라다요타의 영향력 하에 있었다.
프라디요타는 간다라의 왕 푸쿠사티와 전쟁을 벌였으나 패배하였는데, 펀자브 지역에 위치한 아르주나야나족과 푸쿠사티 사이에 또 다른 전쟁이 일어났기 때문에 무사히 빠져나올 수 있었다.
빔비사라의 아들 아자타샤트루가 아버지를 죽여 마가다의 왕위를 찬탈한 후 밧지를 공격하고 정복하는 정책을 시작하자, 프라디요타는 밧사에 대한 지배권을 이용하여 마가다의 수도 라자그리하를 공격할 계획을 세웠고, 이에 아자타사트루는 그의 수도를 요새화하는 것으로 대응했다.
프라디요타는 23년 동안 통치했고, 마하비라와 같은 날에 사망했다.

## 자녀
프라디요타에게는 고팔라와 팔라카라는 이름의 두 아들과 바사바닷바라는 외동딸을 두었는데, 이들은 모두 리차비 공주 시바와의 결혼으로 태어났다. 고팔라는 프라디요타의 뒤를 이어 왕위에 올랐으나 얼마 안있어 팔라카를 위해 그에게 양위하였다. 팔라카는 인기 없는 전제군주 지도자였기 때문에 아반티 주민들은 그를 몰아내고 고팔라를 다시 왕으로 복위시켰다.
프라디요타와 그의 후손들은 프라디요타 왕조로 통칭되며, 기원전 5세기 말 마가다에 의해 정복될 때까지 아반티를 지배했다.

## 참고 문헌
- Jain, Kailash Chand (1972). 《Malwa Through the Ages》. Delhi, India: Motilal Banarsidass. ISBN 978-8-120-80824-9.
- Jain, Kailash Chand (1974). 《Lord Mahāvīra and His Times》. Delhi, India: Motilal Banarsidass. ISBN 978-8-120-80805-8.
- Sikdar, Jogendra Chandra (1964). 《Studies in the Bhagawatīsūtra》. Muzaffarpur, Bihar, India: Research Institute of Prakrit, Jainology & Ahimsa. 388–464쪽.
- Raychaudhuri, Hemchandra (1953). 《Political History of Ancient India: From the Accession of Parikshit to the Extinction of Gupta Dynasty》. University of Calcutta.
- Singh, Upinder (2016). 《A History of Ancient and Early Medieval India: From the Stone Age to the 12th Century》. Pearson. ISBN 978-81-317-1677-9.